# Franciscanessen van Denekamp

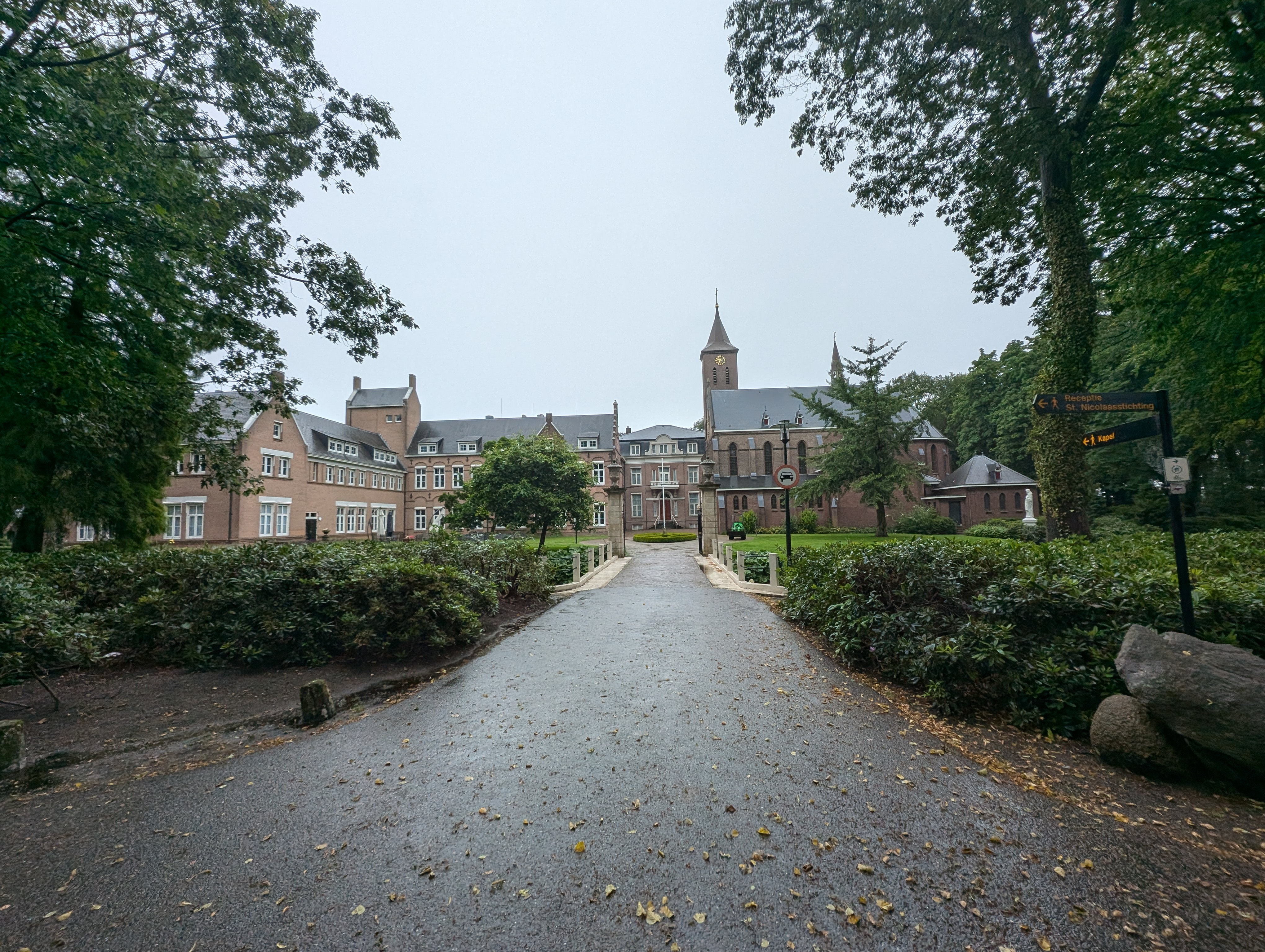
Klooster Franciscanessen van Denekamp

De Franciscanessen van Denekamp is een Rooms-katholieke zustercongregatie van franciscanessen, die op 22 november 1875 werd gesticht door Moeder Anselma Bopp in het Nederlandse dorp Noord Deurningen. De congregatie was een zelfstandig vicariaat. De congregatie richtte in 1875 de Nicolaasstichting op waar zij zelf onderdeel van gingen uitmaken. Vanaf 2024 hebben ze een eigen podcast die via hun website of Spotify te beluisteren is.

## Geschiedenis

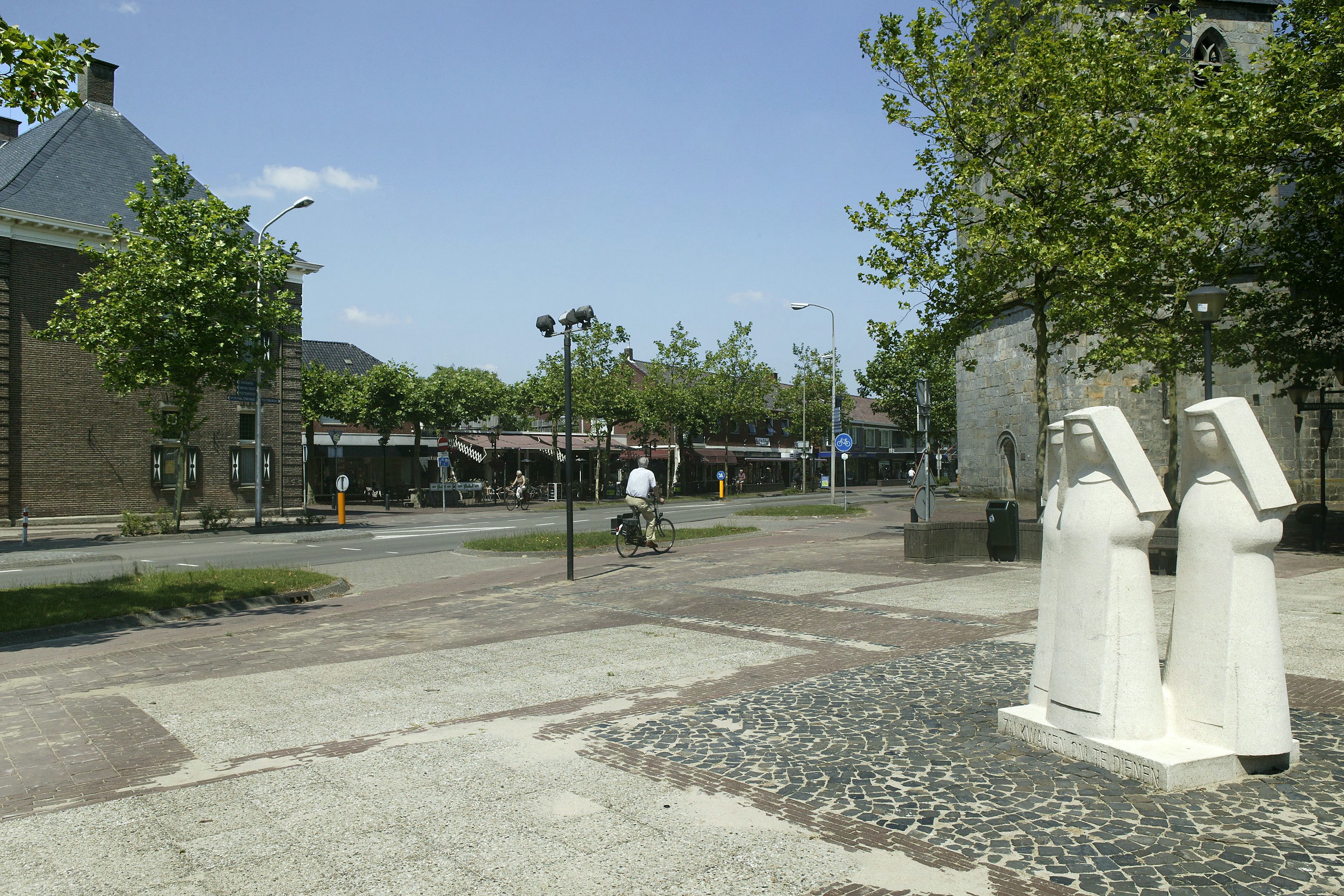
Beeld van drie zusters voor de Sint Nicolaaskerk

Moeder Anselma kwam in november 1875 vanuit het Moederhuis in Thuine naar de havezate Noorddeurningen met drie zusters. Zij hadden de havezate, ook wel St. Nicolaasgesticht genoemd, gekocht voor 41000 gulden en de drie zusters zouden er verblijven met voor een week aan eten bij zich en naast hun eigen kleding geen enkele bezittingen. Moeder Anselma vertrok weer naar Thuine. Moeder Leonarda werd de eerste overste en de twee overige zusters die bleven waren zuster Juliana en zuster Felicitas. In Denekamp staat een eerbetoon aan de Zusters in de vorm van een standbeeldengroep gemaakt door Martin Stolk.  

### Werkzaamheden

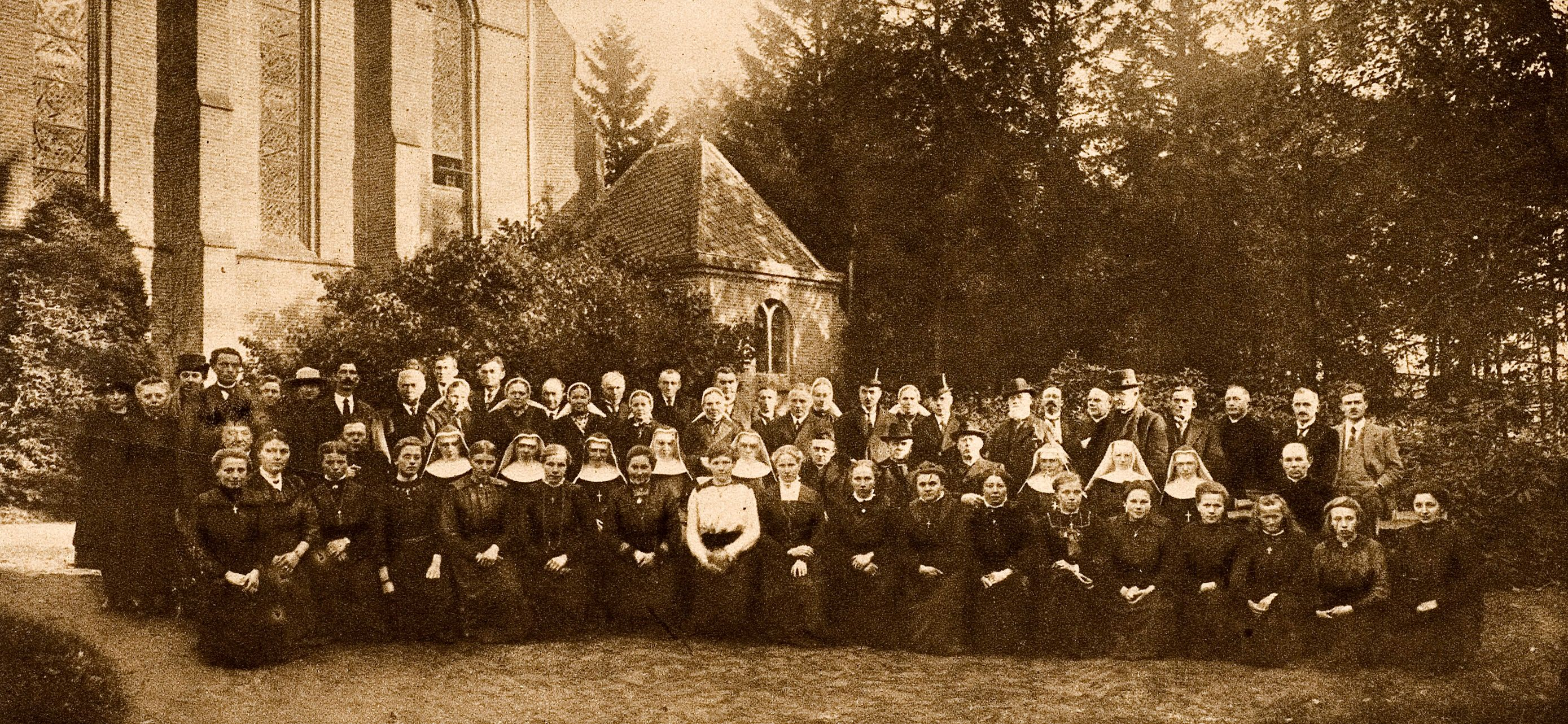
Noord Deurningen bij Denekamp. De eerste R.K. Boerinnenschool officieel geopend met 30 leerlingen. De vrouwen zijn in de tuin met de nonnen en de oprichters van deze school opgesteld. 1920.

In november 1917 werd in de havezate een Nederlands noviciaat opgericht. Daarnaast werd er in oktober 1920 werd er een landbouw-huishoudschool opgericht voor Nederlandse meisjes.  Daarnaast verzorgden de zusters allerlei vormen van onderwijs. Van kleuter- en basisonderwijs tot onderwijs voor ‘moeilijke kinderen’. Ook verzorgden zij de zieken in de omgeving en werkten in het bejaardenhuis. Ondertussen was de groep zusters van 3 tot 60 vrouwen gegroeid. De groep groeide door tot 650 zusters.
In 1932 gingen vier zusters naar Indonesië om daar een missiestatie te beginnen waarna er in 1936 een noviciaat werd begonnen. In 1944 werden de gebouwen die behoorden tot de congregatie in beslag genomen door de SS en later door de Wehrmacht. De meeste zusters en kinderen vonden in de parochie van Vasse onderdak.

### Indonesië
In 2000 en 2018 zijn er Zusters uit Indonesië in het klooster komen wonen om de continuiteit van dit klooster te waarborgen.

### Verspreiding
Vanuit de Nicolaasstichting werden de volgende instituten opgericht:
1. Denekamp St  Nicolaasstichting
2. Enschede Ziekenhuis
3. Lochem St  Gudula
4. Lochem  St joseph
5. Eindhoven/Acht  St  Antoniushuis
6. Denekamp-dorp St  Gerardus Majella
7. Apeldoorn Ziekenhuis
8. Almelo  St  Elisabeth-Ziekenhuis
9. Weerselo  St  Jozefhuis
10. Harmelen Huize 'Gaza'
11. Enter St  Antoniushuis
12. Bornerbroek St  Theresiahuis
13. Glanerbrug  Sancta Maria
14. Haaksbergen St  Antonius
15. Almelo St  Egbertushuis
16. Tubbergen 'De Eeshof
17. Wierden St  Theresiahuis
18. Sappemeer St  Jozefhuis
19. Coevorden  'St  Franciscus'
20. Renkum 'Sancta Maria' Rusthuis
21. Denekamp St Jozef
22. Zieuwent St  Antoniushuis
23. Haarle St  Jozefhuis
24. Heerenveen Mariënbosch'
25. Denekamp  'St  Antonio'
26. Delden  'H. Hart'
27. Luttenberg Maria-Oord
28. Enschede  Dr  Ariënstehuis
29. Oldenzaal Ziekenhuis
30. Oude Pekela Zustershuis
31. Geesteren  Zustershuis
32. 's-Gravenhage Zustershuis
33. Oldenzaal 'De Molenkamp'